# Yellow Winterthur
Yellow Winterthur ist ein Schweizer Handballverein aus Winterthur, der 1961 gegründet wurde.

## Geschichte
Yellow Winterthur wurde im Oktober 1961 als «Vikings» gegründet, die als Mannschaft an der Schülermeisterschaft der Kantonsschule Im Lee teilnahmen. Diese Meisterschaften gewann das Team – von den Gegnern wegen ihrer Schulleistungen nur noch «Taucherli» genannt – haushoch in einem Torverhältnis von 104:4 Toren. In der darauffolgenden Meisterschaftssaison konnte die Mannschaft den Startplatz einer sich auflösenden Winterthurer 2.-Liga-Quartiermannschaft übernehmen und stieg danach zweimal in Folge direkt auf, worauf man bereits 1967 in der Nationalliga B mitspielte. Drei Jahre später stieg die Mannschaft auf dem Kleinfeld in die Nationalliga A auf, 1977 schaffte man das gleiche auch in der Halle. Dort konnte man sich dann bis 1982 halten, bevor man wieder abstieg – der Höhepunkt war ein 6. Platz in der Saison 1978/79. 1985 stieg man wieder in die Niederungen der 1. Liga ab. 1991 schloss sich der ATW Winterthur dem Verein an.
Abgesehen von einem kurzen Ausflug in die 1. Liga konnte sich Yellow Winterthur schliesslich ab 1995 wieder definitiv in der zweithöchsten Liga etablieren. Im Jahr 1999 meldete man sich dann auch wieder in der NLA zurück, wo man sich bis 2001 halten konnte, als man sich aufgrund einer Ligaverkleinerung wieder in die NLB verabschiedete. Zuletzt schaffte man den Aufstieg in die NLA in der Saison 2009/10 wieder, wo man sich aber nach einer Saison bereits wieder verabschiedete – im Gegensatz zum Frauenteam, das ebenfalls erstmals in die höchste Liga aufstieg und sich ohne Schwierigkeiten halten konnte.

## Männer
Das Männerteam von Yellow Winterthur spielt zurzeit in der NLB, mit einer Kooperation mit Pfadi Winterthur heisst die Mannschaft seit 2015 SG Yellow/Pfadi bzw. seit 2016 SG Yellow/Pfadi Espoirs. Dazu hat Yellow Winterthur 4 andere Herrenteams in den unteren Ligen.

## Frauen
Das Frauenteam spielt seit der Saison 09/10 in der höchsten Schweizer Liga, der Swiss Premium League 1. Dabei gelang in beiden bisherigen Spielzeiten die Qualifikation für den Europacup. Neben dem Hauptteam hat Yellow noch zwei weitere Teams in der 2. und 3. Liga.

## Yellow Cup
Jeweils einmal im Jahr führt Yellow Winterthur den Yellow Cup durch. Erstmals fand das Turnier 1971 statt und wird seitdem, bis auf eine Ausnahme, immer in der Winterpause ausgetragen. Bis 1997 bestand das Teilnehmerfeld jeweils aus Clubmannschaften (letzter Gewinner war Pfadi Winterthur). Danach wurde auf Nationalmannschaften gewechselt, da die neu geschaffene Champions League es schwierig machte, Clubs für das Turnier zu verpflichten. Der bekannte Cup büsste durch diese Umstellung einen Teil seines Renommees ein, jedoch blieb er weiter das bedeutendste Handballturnier in der Schweiz. Inzwischen hat er sich zu einem beliebten Vorbereitungsturnier für die Nationalmannschaften gemausert.